# Bulbophyllum variabile
Bulbophyllum variabile là một loài phong lan thuộc chi Bulbophyllum.